# Dodo I
Dodo I (overleden: 14 juni 949) was van 918-949 bisschop van het bisdom Osnabrück.

## Leven
Er is weinig over zijn herkomst bekend. Hij was vóór zijn verkiezing tot bisschop lid van het domkapittel van het bisdom Hildesheim. Dodo was een aanhanger van koning Hendrik de Vogelaar. Bisschop Dodo was in het jaar 921 een van de ondertekenaars van de Verdrag van Bonn tussen Hendrik I en de West-Frankische koning Karel de Eenvoudige. Een jaar later nam hij deel aan de Synode van Koblenz en 932 van de Synode van Erfurt. Kort voor zijn dood in 949 nam hij in 948 deel aan de Universele Synode van Ingelheim.